# Thijs Libregts
Thijs Libregts (Rotterdam, 4 januari 1941) is een Nederlands ex-voetballer (Feyenoord onder meer) en ex-hoofdtrainer (Excelsior, PSV, Feyenoord en het Nederlands Elftal onder meer).
Als speler was Libregts actief voor Excelsior (1958–1962 en 1968–1972) en Feijenoord (1962–1968). Voor Feijenoord scoorde hij 9 keer in 76 wedstrijden.
Als trainer begon Libregts ook bij Excelsior (1975–1980), waarmee hij in seizoen 1978/79 naar de eredivisie promoveerde, en in 1979/80 negende eindigde, in de middenmoot van de eredivisie. Na drie seizoenen PSV, waarin een vijfde, een tweede en een derde plaats werden bereikt in de eredivisie, alsmede twee halve finales KNVB beker in 1980/81 en 1982/83, coachte hij in 1983/84 Feyenoord, waarmee hij met Johan Cruijff in de gelederen landskampioen en bekerwinnaar werd. Na 1 1/4 jaar bij Feyenoord, ging hij in oktober 1984 voor 4 3/4 jaar naar Griekenland. Vanaf 14 september 1988 was hij bondscoach van het Nederlands elftal, maar na een revolte van onder andere Ruud Gullit, Marco van Basten en Frank Rijkaard (de drie van Milaan), werd hij na het behalen van het ticket voor het Wereldkampioenschap voetbal 1990 vervangen door Leo Beenhakker. Van 2001 tot 2002 zat hij twee seizoenen bij het Oostenrijkse Grazer AK, waarmee hij de beker en de supercup won.
In het kader van 60 jaar Eredivisie in 2016, verrichten clubiconen in speelronde 5 de aftrap van de eredivisiewedstrijden. Bij de thuiswedstrijd van Excelsior tegen Heracles Almelo werd Libregts namens de Rotterdammers naar voren geschoven.
Libregts is de vader van voetbalcoach Raymond Libregts en waterpolospeler Patricia Libregts. Thijs Libregts stond voor de Provinciale Staten-verkiezingen 2023 in Zuid-Holland op de lijst van 50-PLUS, als 1 van de 3 lijstduwers, op nummer 22. Op de twee onderste posities, nummer 23 en 24, staan twee andere thans in Rotterdam woonachtige bekenden uit de voetbalwereld: Cor Pot en Jorien van den Herik.

## Carrièrestatistieken
| Seizoen         | Club            | Land            | Competitie       | Competitie | Competitie | Beker | Beker | Internationaal | Internationaal | Overig | Overig | Totaal | Totaal |
| Seizoen         | Club            | Land            | Competitie       | Wed.       | Dlp.       | Wed.  | Dlp.  | Wed.           | Dlp.           | Wed.   | Dlp.   | Wed.   | Dlp.   |
| --------------- | --------------- | --------------- | ---------------- | ---------- | ---------- | ----- | ----- | -------------- | -------------- | ------ | ------ | ------ | ------ |
| 1958/59         | Excelsior       | Nederland       | Eerste divisie B | –          | 0          | –     | 0     | 0              | 0              | 0      | 0      | –      | 0      |
| 1959/60         | Excelsior       | Nederland       | Eerste divisie A | –          | 3          | –     | 0     | 0              | 0              | 0      | 0      | –      | 3      |
| 1960/61         | Excelsior       | Nederland       | Eerste divisie B | –          | 7          | –     | 0     | 0              | 0              | 0      | 0      | –      | 7      |
| 1961/62         | Excelsior       | Nederland       | Eerste divisie B | –          | 15         | –     | 0     | 0              | 0              | 0      | 0      | –      | 15     |
| 1962/63         | Feijenoord      | Nederland       | Eredivisie       | –          | –          | –     | 0     | 0              | 0              | 0      | 0      | –      | –      |
| 1963/64         | Feijenoord      | Nederland       | Eredivisie       | –          | –          | –     | 0     | 0              | 0              | 0      | 0      | –      | –      |
| 1964/65         | Feijenoord      | Nederland       | Eredivisie       | –          | –          | –     | 0     | 0              | 0              | 0      | 0      | –      | –      |
| 1965/66         | Feijenoord      | Nederland       | Eredivisie       | –          | –          | –     | 0     | 0              | 0              | 0      | 0      | –      | –      |
| 1966/67         | Feijenoord      | Nederland       | Eredivisie       | –          | –          | 1     | 1     | 0              | 0              | 0      | 0      | –      | –      |
| 1967/68         | Feijenoord      | Nederland       | Eredivisie       | –          | –          | –     | 0     | 0              | 0              | 0      | 0      | –      | –      |
| 1968/69         | Excelsior       | Nederland       | Tweede divisie   | –          | 11         | –     | 0     | 0              | 0              | 0      | 0      | –      | 11     |
| 1969/70         | Excelsior       | Nederland       | Eerste divisie   | –          | 9          | 2     | 1     | 0              | 0              | 0      | 0      | –      | 10     |
| 1970/71         | Excelsior       | Nederland       | Eredivisie       | –          | 2          | –     | 0     | 0              | 0              | 0      | 0      | –      | 2      |
| 1971/72         | Excelsior       | Nederland       | Eredivisie       | –          | 2          | –     | 0     | 0              | 0              | 0      | 0      | –      | 2      |
| Carrière totaal | Carrière totaal | Carrière totaal | Carrière totaal  | –          | –          | –     | 0     | 0              | 0              | 0      | 0      | –      | –      |

## Erelijst
Feijenoord
| Internationaal     |    |            |
| UEFA Intertoto Cup | 2x | 1967, 1968 |
| Nationaal          |    |            |
| Landskampioen      | 1x | 1964/65    |
| KNVB Beker         | 1x | 1964/65    |